# 坂本サク
坂本 サク（さかもと サク、1976年5月10日 - ）は、日本の映像作家、アニメーション映画監督。東京都生まれ。多摩美術大学グラフィックデザイン科卒業。尚美学園大学芸術情報学部専任講師。

## 作成作品一覧[1]

### 短編アニメ
- 『摩訶不思議』- 2000年
- 『フィッシャーマン』- 2002年

### 長編アニメ
- 『アラーニェの虫籠』（2018年劇場公開・75分） ｰ 主演:花澤香菜、製作・プロデュース:福谷修[3][4]
- 『アムリタの饗宴』（2023年劇場公開）

### みんなのうた
- ◆は、5分間1曲枠の楽曲（ロングのうた）。
- 1.花風車の森 / しまだあや （2006年6月・7月放送）
- 2.風を連れて / 沢田知可子 （2012年10月・11月放送）
- 3.七つの海 / 彩（2013年12月・2014年1月放送）◆